# Agger (bouwwerk)

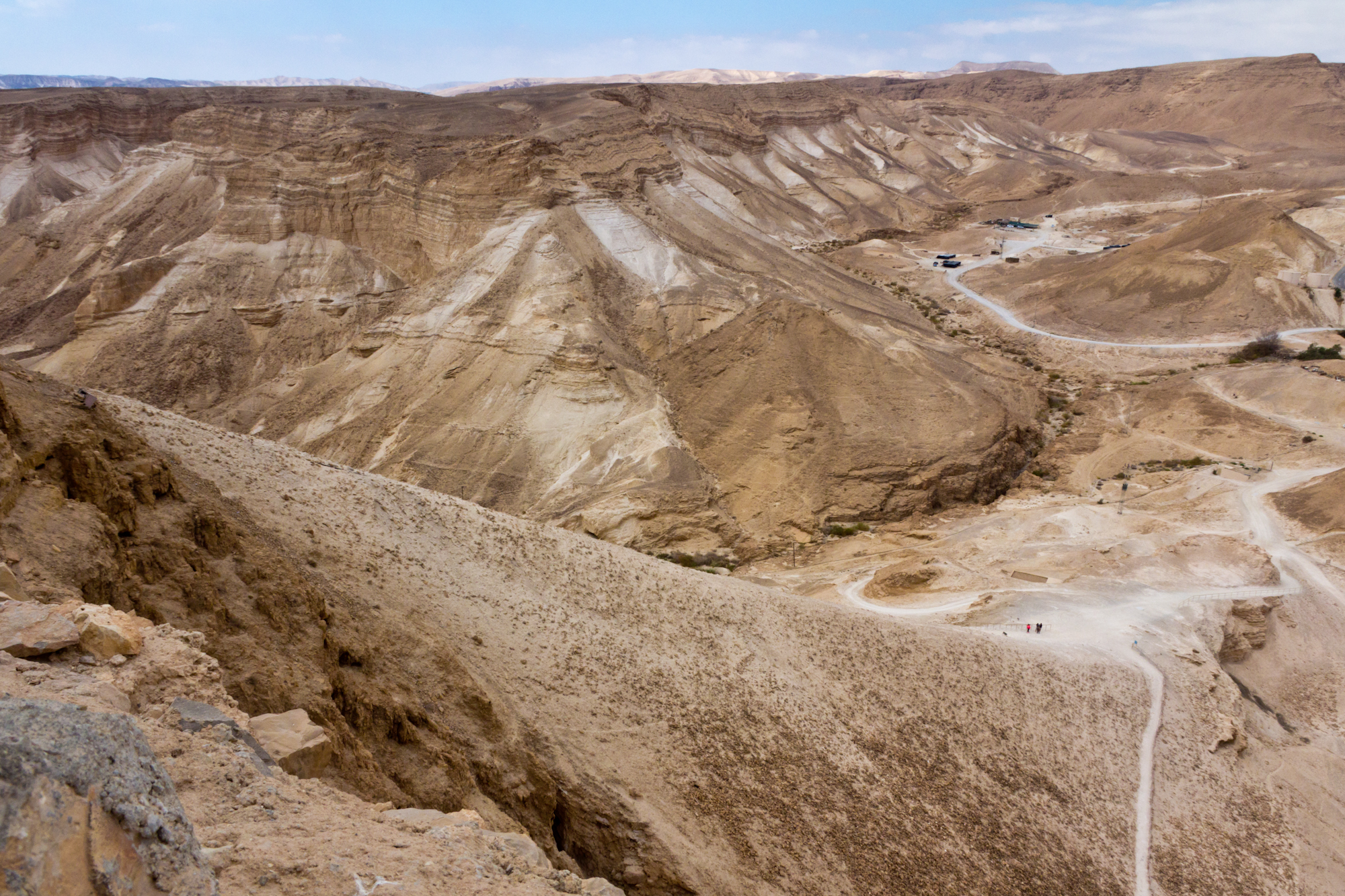
De Romeinse agger naar Massada.

Een agger is een Romeinse aardwal.

## Aardwal
Oorspronkelijk werden deze aardwallen aangelegd om de castra, de Romeinse legerkampen, te beschermen. Aggers werden ook aan de binnenkant van kwetsbare gedeelten van stadsmuren aangelegd, zoals bij de Porta Esquilina in de muur van Servius Tullius in Rome. Dit gedeelte van de muur wordt heden nog steeds Agger of Agger Tarquinii genoemd, naar koning Tarquinius II, die de door zijn voorganger Servius Tullius gebouwde muur liet verhogen. De agger werd vaak met hout of metselwerk versterkt. Aggers werden daarnaast ook als bedding onder Romeinse wegen aangelegd, zodat regenwater niet op de weg bleef staan maar langs de zijkanten afvloeide. Bij de beschoeiing van havens en waterkanten werden ook aggers aangelegd.

## Belegeringshelling
Vanaf ongeveer 200 v.Chr. zette het Romeins leger de agger als belegeringswapen in. Tijdens het beleg van Avaricum in 52 v.Chr. was Julius Caesar genoodzaakt een agger van 80 pes (bijna 24 meter) hoog aan te laten leggen om de moerassige laagte tussen zijn positie en de stad te overbruggen. Over deze bijna 100 meter brede aardwal liet hij twee turres, Romeinse belegeringstorens, meerijden om de grondwerkers te beschermen tegen vijandige schutters. In de torens bevonden zich boogschutters en artilleriewapens die dekkingsvuur gaven. De bekendste agger is de heden nog steeds zichtbare helling die werd aangelegd tijdens de Romeinse verovering van Massada aan het einde van de Joodse Oorlog. 